# Thai World Hockey League
Die Thai World Hockey League (kurz: TWHL) ist die höchste Eishockeyliga in Thailand.

## Geschichte
Bereits seit den 1970er Jahren gab es erste Eishockeyspielflächen in Thailand und 1994 wurden die Flying Farangs, eine Auswahlmannschaft von ausländischen Spielern in Thailand, aufgestellt, die an diversen Turnieren teilnehmen. Um die Entwicklung des Eishockeys in Thailand voranzutreiben, wurde 2003 die Thai World Hockey League vom US-Amerikaner Scott Whitcomb und dem Kanadier Scott Murray gegründet, die beide zuvor selbst Spieler der Flying Farangs waren.
Die TWHL besteht etwa zur Hälfte aus einheimischen Spielern und Ausländern und stellt den Großteil der Spieler der thailändischen Nationalmannschaft. 
Neben dem Spielbetrieb der TWHL betreiben die Organisatoren der Liga den Land of Smiles Classic und den City of Angels Cup, an dem jährlich bis zu 30 Mannschaften aus 15 Ländern Asiens teilnehmen. 
Die bislang letzte Ausgabe der Liga wurde in der Saison 2010/11 von den Pattaya Oilers gewonnen.

## Teilnehmer 2011/12
- BNH Hospital Blades
- D' Pelican Inn Flyers
- Pattaya Oilers
- Penalty Spot Slammers

## TWHL-Meister
- 2010/11: Pattaya Oilers
- 2009/10: Roadhouse Smokers
- 2008/09: Wall Street Warriors
- 2007/08: Curve Interior Specialist Coyotes
- 2006/07: Curve Contracting Coyotes
- 2005/06: Jamcomb Sports Leafs
- 2004/05: Curve Contracting Coyotes
- Frühjahr 2004: Office Bar Bruins
- Herbst 2003: Klong Toey Whalers